# Institut für Unternehmertum und Dienstleistungen

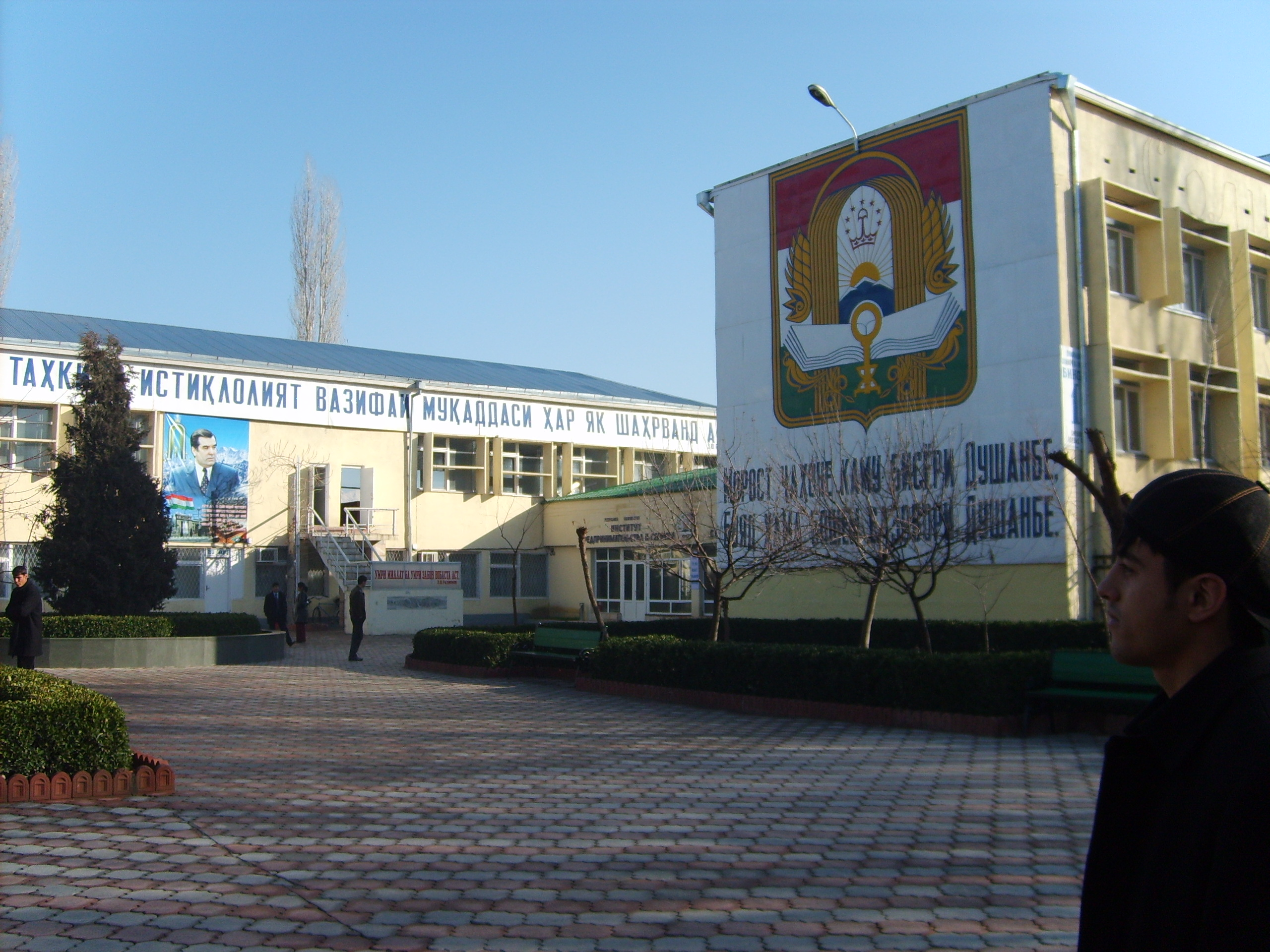
Das Hauptgebäude des Instituts

Das Institut für Unternehmertum und Dienstleistungen (tadschikisch Донишкадаи соҳибкорӣ ва хизмат; russisch Институт предпринимательства и сервиса) ist eine Hochschule in Tadschikistan, die 1991 durch den  Beschluss Nr. 530 des Ministerrates entstand. Das Institut gliedert sich heute in 5 Fakultäten mit insgesamt über 20 Studienfachrichtungen. Im Studienjahr 2016/17 hat das Institut über 3100 Studenten und 180 Mitarbeiter.